# 集治監
集治監（しゅうちかん）とは、明治時代に設置された囚人の収容施設（監獄の一種）で、東京・宮城・福岡・北海道に置かれた。内務省直轄で、徒刑・流刑・終身懲役などの囚人を収容した。長は典獄である。

## 歴史
1879年（明治12年）、東京の小菅に東京集治監（現在の東京拘置所の敷地）・宮城の宮城集治監（若林城跡、宮城刑務所の前身）が設置された。
その後、北海道の樺戸集治監（1881年）、空知集治監（1882年）、福岡県の三池集治監（1883年）、釧路集治監（1885年）、釧路集治監網走分監（1891年）が設置された（1891年、北海道集治監官制により樺戸は北海道集治監本監、空知・釧路・網走は分監とされた）。
収容者に強制労働を強いたことに批判が集まったこと、1894年（明治27年）頃から徐々に強制労働的な受刑者の使役を廃止した。
1903年（明治36年）の監獄官制により、司法省の所管となり、従来の集治監及び監獄署はすべて「監獄」と改称された。

## 北海道の集治監
北海道では、ロシアの南下政策に対抗するため開拓が急務とされており、人口比で他の地域以上の刑事施設が作られている。樺戸（月形町）、空知（三笠市）、釧路（標茶町）など、北海道内の要所要所に作られ、受刑者は開拓のための労働に従事した。樺戸や網走では道路建設が、空知や釧路では炭鉱、硫黄鉱山（アトサヌプリなど）の労働などに動員された。樺戸集治監及び空知集治監の受刑者による上川道路（現在の国道12号）建設が名高い。
当初の受刑者には、1877年（明治10年）の西南戦争などで捕縛された不平士族、1884年（明治17年）に発生した加波山事件・秩父事件などに参画して逮捕された者など、思想犯的な傾向を持つ収容者も多かった。
北海道に多くの集治監が作られた背景は、出所後も現地に留まらせ、当時少なかった人口の増加につなげる思いもあったと伝えられるが、実際は過酷な労働が原因で多くの者が命を落としたり、出所後は早々に故郷に逃げ帰る者が多く、人口の増加に貢献をすることは無かった。
一般に日本で2番目の近代水道は函館市とされているが、空知集治監の囚人の手によるものが2番目ではないかとの説がある。亀田川#水道水の水源としての節も参照。

## その後
集治監に少なからず思想犯が収容されたことから、次第に世間の注目を浴びるようになり、強制労働的な使役は廃止された。
北海道の開拓事業や九州の炭鉱労働（三池集治監の三池炭鉱）の現場では、労働力不足を穴埋めするように一般労働者を監禁して酷使するタコ部屋労働が発展した。

## 職制
典獄、副典獄、書記、看守長、看守